# Stora och Lilla Fly
Stora och Lilla Fly este o arie protejată (arie specială de conservare — SAC, sit de importanță comunitară — SCI) din Suedia întinsă pe o suprafață de 112,2 ha, integral pe uscat.

## Localizare
Centrul sitului Stora och Lilla Fly este situat la coordonatele 57°15′30″N 15°12′30″E / 57.2582°N 15.2084°E.

## Înființare
Situl Stora och Lilla Fly a fost declarat sit de importanță comunitară în ianuarie 1997 pentru a proteja un număr necunoscut de specii din flora spontană și fauna sălbatică aflate în arealul zonei. Situl a fost protejat și ca arie specială de conservare în martie 2011.

## Biodiversitate
Situată în ecoregiunea boreală, aria protejată conține 5 habitate naturale: Mlaștini turboase de tranziție și turbării mișcătoare, Lacuri și iazuri distrofice naturale, Mlaștini împădurite, Taiga vestică, Turbării active.
La baza desemnării sitului se află un număr nedeclarat de specii protejate.